# American Music Awards 2021
La 49e édition des American Music Awards se déroule le 21 novembre 2021 au Microsoft Theater de Los Angeles. Elle récompense les artistes les plus populaires de l'année 2021 aux États-Unis. Elle est diffusée en direct sur la chaîne télévisée ABC. La soirée est animée par la rappeuse américaine Cardi B, la deuxième rappeuse à animer cette cérémonie après Queen Latifah en 1995.
Cardi B est la première artiste à recevoir trois fois le prix de la meilleure chanson RnB/Hip-Hop. BTS, Megan Thee Stallion et Doja Cat remportent chacun trois prix lors de la cérémonie.

## Performances
| Artist(s)                         | Song(s) |
| --------------------------------- | --- |
| Silk Sonic                        | Smokin Out the Window |
| Coldplay BTS                      | My Universe |
| Olivia Rodrigo                    | Traitor |
| Tyler, the Creator                | Massa |
| Jason Aldean Carrie Underwood     | If I Didn't Love You |
| Bad Bunny Tainy Julieta Venegas   | Lo Siento BB:/ |
| Måneskin                          | Beggin |
| Chlöe                             | Have Mercy |
| Jennifer Lopez                    | On My Way |
| Mickey Guyton                     | All American |
| Giveon                            | Heartbreak Anniversary |
| Kane Brown                        | One Mississippi, |
| New Edition New Kids on the Block | Medley: You Got It (The Right Stuff) Candy Girl Step by Step Mr. Telephone Man Is This the End / Please Don't Go Girl Can You Stand the Rain Hangin' Tough If this Isn't Love |
| Walker Hayes                      | Fancy Like |
| Zoe Wees                          | Girls Like Us |
| BTS                               | Butter, |
| Diplo                             | Musical Curator/DJ |

## Présentateurs
Les présentateurs sont annoncés le 19 novembre 2021.
- Cardi B est l'animatrice principale de l'émission[24];
- Billy Porter présente les albums de style Latino;
- Ansel Elgort & Rachel Zegler présentent les meilleurs de la catégorie Rock;
- Michelle Young présente les publicités;
- JoJo Siwa présente la catégorie Duo / Group Pop
- Diplo présente les nominés dans la catégorie musique électronique[25];
- Brandy présente les albums de style pop[26].
- Marsai Martin présente la meilleure chanson Rap/Hip-Hop ;
- D-Nice présente la performance de l'artiste Chlöe;
- J. B. Smoove présente la meilleure chanson Pop ;
- Madelyn Cline présente la meilleure chanson tendance;
- Liza Koshy présente l'artiste de l'année;
- Anthony Ramos présente la meilleure artiste féminine Latino;
- Machine Gun Kelly présente l'artiste révélation de l'année;
- Winnie Harlow présente la performance de Zoe Wees[27].

## Palmarès et Nominations
Les nominations sont annoncées sur ABC dans l'émission matinale Good Morning America mais aussi sur le compte Twitter des American Music Awards le 28 octobre 2021.  Avec sept nominations, c'est Olivia Rodrigo qui reçoit le plus de nominations, suivie de The Weeknd avec six nominations puis de Bad Bunny, Doja Cat et Giveon qui remportent cinq nominations chacun. BTS est le premier groupe asiatique à remporter le prix de l'artiste de l'année lors de la cérémonie.
Trois nouvelles catégories sont introduites: Chanson tendance favorite, Meilleur groupe ou duo latino et Meilleur artiste gospel.
Les gagnants sont listés en premier et mis en évidence en gras. 
| Artiste de l'année | Nouvel artiste de l'année |
| --- | --- |
| - BTS - Ariana Grande - Drake - Olivia Rodrigo - Taylor Swift - The Weeknd | - Olivia Rodrigo - 24kGoldn - Giveon - Masked Wolf - The Kid Laroi |
| Meilleur clip musical | Collaboration de l'année |
| - Lil Nas X - Montero (Call Me By Your Name) - Silk Sonic (Bruno Mars, Anderson .Paak) – Leave The Door Open - Cardi B – Up - Olivia Rodrigo – Drivers License - The Weeknd – Save Your Tears            | - Doja Cat avec SZA - Kiss Me More - 24kGoldn avec Iann Dior – Mood - Bad Bunny et Jhay Cortez – Dakiti - Chris Brown et Young Thug – Go Crazy - Justin Bieber avec Daniel Caesar and Giveon – Peaches |
| Meilleur artiste masculin - Pop | Meilleure artiste féminine - Pop |
| - Ed Sheeran - Drake - Justin Bieber - Lil Nas X - The Weeknd | - Taylor Swift - Ariana Grande - Doja Cat - Dua Lipa - Olivia Rodrigo |
| Meilleur artiste masculin – Hip-Hop | Meilleure artiste féminine- Hip-Hop |
| - Drake - Lil Baby - Moneybagg Yo - Polo G - Pop Smoke | - Megan Thee Stallion - Cardi B - Coi Leray - Erica Banks - Saweetie |
| Meilleur artiste masculin - Country | Meilleure artiste féminine - Country |
| - Luke Bryan - Chris Stapleton - Jason Aldean - Luke Combs - Morgan Wallen | - Carrie Underwood - Gabby Barrett - Kacey Musgraves - Maren Morris - Miranda Lambert |
| Meilleur artiste masculin - R&B | Meilleure artiste féminine - R&B |
| - The Weeknd - Chris Brown - Giveon - Tank - Usher | - Doja Cat - H.E.R. - Jazmine Sullivan - Jhené Aiko - SZA |
| Meilleur artiste masculin - Latino | Meilleure artiste féminine - latino |
| - Bad Bunny - J. Balvin - Maluma - Ozuna - Rauw Alejandro | - Becky G - Kali Uchis - Karol G - Natti Natasha - Rosalía |
| Meilleur(e) Artiste - Rock | Meilleur(e) Artiste - Musique de danse électronique |
| - Machine Gun Kelly - AJR - All Time Low - Foo Fighters - Glass Animals | - Marshmello - David Guetta - Illenium - Regard - Tiësto |
| Meilleur(e) artiste - Inspirant | Meilleur(e) artiste - Gospel |
| - Carrie Underwood - Cain - Elevation Worship - Lauren Daigle - Zach Williams | - Kanye West - Kirk Franklin - Koryn Hawthorne - Maverick City Music - Tasha Cobbs Léonard |
| Meilleur(e) Duo ou groupe – Pop | Meilleur(e) Duo ou groupe – Country |
| - BTS - AJR - Glass Animals - Maroon 5 - Silk Sonic (Bruno Mars, Anderson .Paak) | - Dan + Shay - Florida Géorgia Line - Lady A - Oldominion - Zac Brown Band |
| Meilleur(e) Duo ou groupe – Latino | Meilleure chanson tendance |
| - Banda MS de Sergio Lizárraga - Calibre 50 - Eslabon Armado - La Arrolladora Banda El Limón De Rene Camacho - Los Dos Carnales                                                                          | - Megan Thee Stallion – Body - Erica Banks - Buss It - Måneskin – Beggin - Olivia Rodrigo – Drivers license - Popp Hunna – Adderall (Corvette Corvette)                                                |
| Meilleure Chanson - Pop | Meilleur album – Pop |
| - BTS – Butter - Doja Cat avec SZA - Kiss Me More - Dua Lipa – Levitating - Olivia Rodrigo – Drivers License - The Weeknd et Ariana Grande – Save Your Tears (Remix)                                     | - Taylor Swift - Evermore - Ariana Grande – Positions - Dua Lipa – Future Nostalgia - Olivia Rodrigo - Sour - The Kid Laroi - F * ck Love                                                              |
| Meilleure Chanson - Hip-Hop | Meilleur Album – Hip-Hop |
| - Cardi B – Up - Internet Money avec Gunna, Don Toliver and Nav – Lemonade - Lil Tjay avec 6lack – Calling My Phone - Polo G – Rapstar - Pop Smoke – What You Know Bout Love                             | - Megan Thee Stallion – Good News - Drake - Certified Lover Boy - Juice Wrld - Legends Never Die - Pop Smoke – Shoot for the Stars, Aim for the Moon - Rod Wave– SoulFly                               |
| Meilleure Chanson - Country | Meilleur Album - Country |
| - Gabby Barrett - The Good Ones - Chris Stapleton – Starting Over - Chris Young et Kane Brown – Famous Friends - Luke Combs – Forever After All - Walker Hayes - Fancy Like                              | - Gabby Barrett - Goldmine - Chris Stapleton - Starting over - Lee Brice - Hey world - Luke Bryan – Born Here Live Here Die Here - Morgan Wallen - Dangerous : The double album                        |
| Meilleure Chanson - R&B | Meilleur Album – R&B |
| - Silk Sonic ( Bruno Mars , Anderson .Paak ) – Leave the door open - Chris Brown et Young Thug – Go crazy - Giveon – Heartbreak Anniversary - H.E.R. – Damage - Jazmine Sullivan - Pick Up Your Feelings | - Doja Cat - Planet Her - Giveon - When It's All Said and Done... Take Time - H.E.R. - Back of My Mind - Jazmine Sullivan – Heaux Tales - Queen Naija - Missunderstood                                 |
| Meilleure Chanson - Latino | Meilleur Album - Latino |
| - Kali Uchis – Telepatia - Bad Bunny et Jhay Cortez – Dakiti - Bad Bunny et Rosalía – La Noche de Anoche - Farruko – Pepas - Maluma et The Weeknd – Hawái                                                | - Bad Bunny – El Último Tour Del Mundo - Kali Uchis – Sin Miedo (del Amor y Otros Demonios) - Karol G – KG0516 - Maluma – Papi Juancho - Rauw Alejandro – Afrodisíaco                                  |

## Controverses
L'artiste de musique country Morgan Wallen reçoit deux nominations dans les catégories Artiste country masculin favori et Album country favori. Mais en raison d'insultes racistes proférées dans une vidéo datant de février 2021, il est suspendu temporairement par son label et banni de nombreuses radios. Il n'est pas autorisé à participer ou à assister à la cérémonie. La société de production de l'émission prévoit d'évaluer sa conduite future pour envisager sa participation aux futures cérémonies.